# Adriana Rodríguez
Adriana Rodríguez Fuentes (* 12. Juli 1999) ist eine kubanische Leichtathletin, die sich auf den Siebenkampf spezialisiert hat und auch im Weitsprung und im Sprint an den Start geht.

## Sportliche Laufbahn
Erste internationale Erfahrungen sammelte Adriana Rodríguez im Jahr 2015, als sie bei den Jugendweltmeisterschaften in Cali mit 5720 Punkten den sechsten Platz im Siebenkampf belegte. Im Jahr darauf gewann sie bei den U20-Weltmeisterschaften in Bydgoszcz mit 5925 Punkten die Silbermedaille und 2017 siegte sie mit 573 Punkten bei den U20-Panamerikameisterschaften in Trujillo. 2018 wurde sie beim Hypomeeting in Götzis mit 6094 Punkten 14. und anschließend belegte sie bei den U20-Weltmeisterschaften in Tampere mit 5910 Punkten den vierten Platz. Daraufhin gelangte sie bei den Zentralamerika- und Karibikspielen (CAC) in Barranquilla mit 23,63 s auf den sechsten Platz im 200-Meter-Lauf und belegte mit der kubanischen 4-mal-100-Meter-Staffel in 44,44 s den fünften Platz. Im Jahr darauf wurde sie beim Hypomeeting mit 6004 Punkten 17, ehe sie bei den Panamerikanischen Spielen in Lima mit 6113 Punkten die Goldmedaille im Siebenkampf gewann. Zudem belegte sie mit 6,49 m den sechsten Platz im Weitsprung. Anfang Oktober schied sie bei den Weltmeisterschaften in Doha mit 6,39 m in der Qualifikationsrunde im Weitsprung aus und verpasste mit der 4-mal-400-Meter-Staffel mit 3:29,84 min den Finaleinzug. 2021 belegte sie beim Hypomeeting mit 6255 Punkten den neunten Platz und im Jahr darauf brachte sie bei den Ibero-Amerikanischen Meisterschaften in La Nucia im Weitsprung keinen gültigen Versuch zustande. 2023 wurde sie in Götzis mit 5222 Punkten 23. und anschließend musste sie ihren Siebenkampf bei den CAC-Spielen in San Salvador vor dem letzten Bewerb vorzeitig beenden. Zudem belegte sie im Weitsprung mit 6,38 m den fünften Platz.
In den Jahren 2016 und 2019 wurde Rodríguez kubanische Meisterin im Siebenkampf sowie 2023 im Weitsprung. Zudem wurde sie 2016 Landesmeisterin in der 4-mal-100-Meter-Staffel.

## Persönliche Bestleistungen
- 200 Meter: 23,39 s (+0,8 m/s), 18. Juni 2021 in Havanna
- Weitsprung: 6,70 m (−0,8 m/s), 26. Juni 2019 in Cáceres
- Siebenkampf: 6313 Punkte, 19. Juni 2021 in Havanna